# Ӱ
Ӱ (minuskule ӱ) je písmeno cyrilice. Je používáno v altajštině, chakaštině, chantyjštině, komi-jazvanštině, ve východní i západní marijštině, v selkupštině. Jedná se o variantu písmena У. Zachycuje stejnou hlásku jako písmeno Ü v němčině.